# Якшимбетовська сільська рада
Якшимбе́товська сільська рада (рос. Якшимбетовский сельский совет) — муніципальне утворення у складі Куюргазинського району Башкортостану, Росія. Адміністративний центр — село Якшимбетово.

## Населення
Населення — 2415 осіб (2019, 2851 в 2010, 3002 в 2002).

## Склад
До складу поселення входять такі населені пункти:
| Населений пункт          | Населення, осіб (2002) | Населення, осіб (2010) |
| ------------------------ | ---------------------- | ---------------------- |
| Абдулово, село           | 398                    | 408                    |
| Верхнє Бабаларово, село  | 137                    | 137                    |
| Караєво, присілок        | 102                    | 85                     |
| Кутлуюлово, село         | 292                    | 277                    |
| Куюргази, присілок       | 198                    | 189                    |
| Нижнє Бабаларово, село   | 225                    | 230                    |
| Разномойка, хутір        | 23                     | 13                     |
| Середнє Бабаларово, село | 77                     | 64                     |
| Язлав, присілок          | 207                    | 163                    |
| Якупово, село            | 386                    | 322                    |
| Якшимбетово, село        | 837                    | 835                    |
| Янгі-Юл, присілок        | 120                    | 128                    |